# Мирко Жарић
Мирко Жарић (Косовска Митровица, 1949 — Београд, 21. фебруар 2021) био је српски песник, новинар и драматург.

## Биографија
Основно и средње образовање похађао је у Косовској Митровици и Звечану. Студирао је на Филолошком и Факултету политичких наука у Београду. Био је дописник листа Јединства из Косовске Митровице, потом новинар у Културној редакцији у Приштини, позоришни и филмски критичар. Био је уредник у часопису Стремљења (1986 – 1990), управник Покрајинског народног позоришта (1990 – 1991), те уметнички директор и драматург у Српској драми овог театра. Био је асистент редитељима Славољубу Стефановићу Равасију, Миомиру Микију Стаменковићу, Томиславу Дубрешићу и другима. Био је покрајински селектор и члан жирија разних професионалних и аматерских позоришних фестивала широм ондашње Југославије (Сарајево, Нови Сад, Требиње, Кула, Гњилане).
Након бомбардовања СРЈ, одлази из Приштине у Београд. Једно време је уредник у издавачкој делатности Јединства, до одласка у пензију, и уредник у редакцији „Књижевних новина“.
Био је заступљен у више антологија и избора српске поезије. Поезија му је превођена на стране језике.
Био је члан Удржења књижевника Србије, Савеза драмских уметника Србије и Удружења новинара Србије. Живео је у Београду, где је и преминуо 21. фебруара 2021. године.

## Поезија
- Ноћ, трагови на папиру, Јединство, Приштина, 1980,
- Смртни грех, прилози, Јединство, Приштина, 1995,
- Документи о страдању и страху, Јединство, Приштина, 1997,
- Ноћи у Приштини и друге песме, изабране и нове песме, Панорама, Приштина – Београд, 2015.

## Позоришне студије
- Искушеници Талијиних ћуди, позоришне критике и прикази 1983 – 2004, Панорама, Приштина, 2007,
- Велика драма Синише Ковачевића, студија, Београд, 2002,

## Награде
- Награда Лазар Вучковић,
- Перо деспота Стефана Лазаревића,
- Годишња награда Књижевног друштва Косова и Метохије за књигу „Смртни грех, прилози“, 1995,
- Песничко успеније, 2015,